# Tarsy
La Tarsy est une rivière française. Elle prend sa source à Floursies (Nord), passe à Monceau-Saint-Waast, puis se jette dans la Sambre. Altitude de confluence : 128 m.
Sa pente moyenne est de 4,3 ‰.
Son principal affluent est, en rive gauche, le ruisseau des Marquettes.
Une station hydrométrique  sur la Tarsy gérée par la  DIREN Nord-Pas-de-Calais existe à Monceau-Saint-Waast depuis 1994.